# Cuterebra flaviventris
Cuterebra flaviventris är en tvåvingeart som först beskrevs av Bau 1931.  Cuterebra flaviventris ingår i släktet Cuterebra och familjen styngflugor. Inga underarter finns listade i Catalogue of Life.